# Nybro (Gemeinde)
Koordinaten: 56° 45′ N, 15° 54′ O

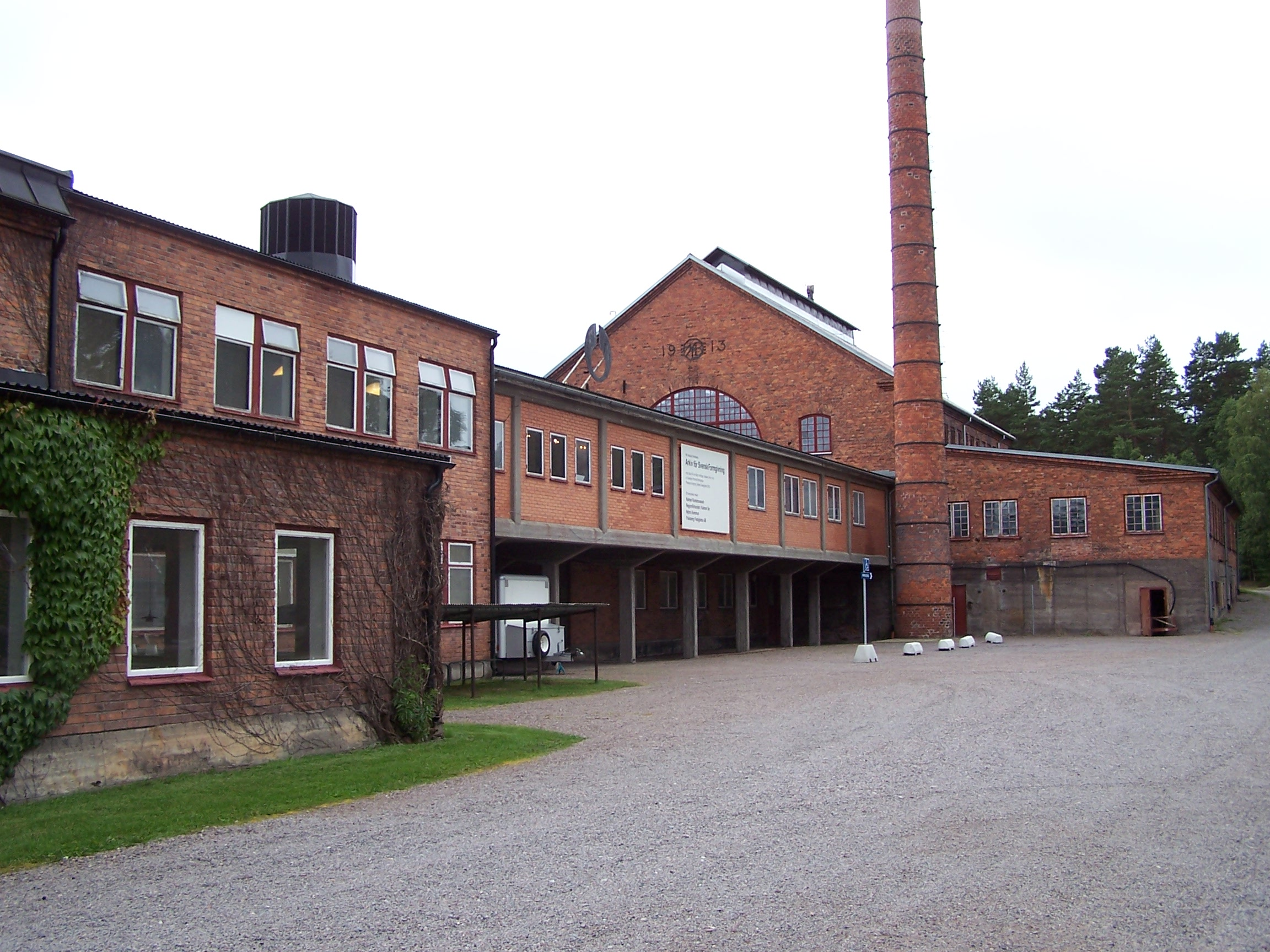
Glashütte von Pukeberg

Nybro ist eine Gemeinde (schwedisch kommun) in der schwedischen Provinz Kalmar län und der historischen Provinz Småland. Der Hauptort der Gemeinde ist Nybro.

## Wirtschaft
Die Wirtschaft ist überwiegend geprägt von der Glasbläserei. Die Gemeinde ist auch eine der vier Gemeinden des Glasreiches. In der Stadt Nybro befinden sich die beiden Glashütten Nybro und Pukeberg, in den kleineren Orten Orrefors und Målerås die beiden Glashütten mit selben Namen.

## Orte
Folgende Orte sind Ortschaften (tätorter):
- Alsterbro
- Bäckebo
- Flerohopp
- Flygsfors
- Kristvallabrunn
- Målerås
- Nybro
- Orrefors
- Örsjö